# رابرت جی. کرن
رابرت جی. کرن (انگلیسی: Robert J. Kern؛ ۲۹ مارس ۱۸۸۵ – ۳۰ مه ۱۹۷۲) یک تدوین‌گر اهل ایالات متحده آمریکا بود.
وی برنده جایزه اسکار بهترین تدوین در سال ۱۹۴۵ برای فیلم ولوت ملی شده است.

## بخشی از فیلم‌شناسی
- بهشت مجردها (۱۹۲۸)
- دیوید کاپرفیلد (۱۹۳۵)
- آنا کارنینا (۱۹۳۵)
- فایرفلای (۱۹۳۷)
- ماری آنتوانت (۱۹۳۸)
- زنان (۱۹۳۹)
- تورتیلا فلت (۱۹۴۲)
- غرور و تعصب (۱۹۴۰)
- محموله عجیب (جایزه اسکار بهترین تدوین در هجدهمین دوره جوایز اسکار)
- وایومینگ (۱۹۴۰)
- صخره‌های سفید دوور (۱۹۴۴)
- ولوت ملی (۱۹۴۴)
- سه تفنگدار (۱۹۴۸)
- راضی کردن یک خانم (۱۹۵۰)